# Nauki ekonomiczne
Nauki ekonomiczne – do roku 2018 jedna z dziedzin naukowych w Polsce (w ramach obszaru nauk społecznych), zgodnie z rozporządzeniem Ministra Nauki i Szkolnictwa Wyższego z dn. 8 sierpnia 2011 ws. obszarów wiedzy, dziedzin nauki i sztuki oraz dyscyplin naukowych i artystycznych (Dz.U. z 2011 r. nr 179, poz. 1065).
Nauki ekonomiczne do 2018 roku dzieliły się na następujące dyscypliny naukowe:
- ekonomia
- finanse
- nauki o zarządzaniu
- towaroznawstwo

Od 2018 roku powyższa klasyfikacja jest uznawana za nieobowiązującą i dyscypliny naukowe wchodzące w jej poczet zalicza się do dziedziny nauk społecznych jako ekonomię i finanse oraz nauki o zarządzaniu i jakości.
Ekonomia jako nauka ukształtowała się dopiero w drugiej połowie XVIII wieku, od tego czasu mówi się o historii ekonomii – jednak już od czasów starożytnych (np. Biblia) przejawiały się różne poglądy ekonomiczne (np. podatki), które zgłębić można, studiując historię myśli ekonomicznej (lub względnie historię gospodarczą).
Z kolei zarządzanie (a dokładniej nauki o zarządzaniu) wyodrębniło się jako samodzielna dyscyplina naukowa dopiero pod koniec XIX wieku. Od tego momentu rozgranicza się w naukach ekonomicznych ekonomię i nauki o zarządzaniu jako subdyscypliny.

## Studia z zakresu nauk ekonomicznych
Studia z zakresu nauk ekonomicznych są 3-stopniowe i kończą się uzyskaniem tytułu zawodowego lub stopnia naukowego (można również nadal spotkać się z 5-letnimi jednolitymi studiami magisterskimi):
| Rodzaj studiów                    | Czas trwania                    | Tytuł lub stopień uzyskany po ukończeniu studiów                                                                                        | Angielski odpowiednik                                                             |
| Studia I stopnia (zawodowe)       | zwykle 6 semestrów (3 lata)     | tytuł zawodowy: licencjat (lic.) lub inżynier (inż.) w zakresie ukończonej specjalności lub ewentualnie kierunku studiów                | B.A./B.Sc.                                                                        |
| Studia II stopnia (magisterskie)  | zwykle 4 semestry (2 lata)      | tytuł zawodowy: magister (mgr) ekonomii w zakresie ukończonej specjalności lub ewentualnie kierunku studiów                             | M.A./M.Sc. (mgr n. ekon.) lub MBA (mgr zarządzania) lub MBSc (mgr ekonomii w USA) |
| Studia III stopnia (doktoranckie) | zwykle 6-8 semestrów (3-4 lata) | stopień naukowy: doktor (dr) nauk ekonomicznych w zakresie jednej z dwóch dyscyplin (ekonomia i finanse, nauki o zarządzaniu i jakości) | Ph.D. in economics Ph.D. in finance Ph.D. in management science                   |
| --------------------------------- | ------------------------------- | --- | --------------------------------------------------------------------------------- |

## Kształcenie z zakresu nauk ekonomicznych w Polsce
Obecnie w Polsce kształcenie w zakresie nauk ekonomicznych odbywa się na 14 kierunkach studiów I oraz II stopnia:
- Ekonomia
- Finanse i rachunkowość
- Metody ilościowe w ekonomii i systemy informacyjne (kierunek autorski w Szkole Głównej Handlowej w Warszawie)
- Zarządzanie
- Inżynieria Zarządzania
- Zarządzanie i marketing
- Zarządzanie i inżynieria produkcji
- Gospodarka i administracja publiczna (kierunek autorski na Uniwersytecie Ekonomicznym w Krakowie)
- Gospodarka przestrzenna
- Informatyka i ekonometria
- Turystyka i rekreacja (kierunek prowadzony również w ramach nauk o kulturze fizycznej)
- Międzynarodowe stosunki gospodarcze
- Logistyka (kierunek prowadzony również w ramach nauk wojskowych)
- Towaroznawstwo
- Analityka gospodarcza (kierunek autorski na Uniwersytecie Ekonomicznym we Wrocławiu)